# The North Shore Outlook
The North Shore Outlook war eine Zeitung in British Columbia, Kanada. Dabei handelte es sich um eine Lokalzeitung, die ihr Verbreitungsgebiet in North-Vancouver und West-Vancouver hatte und einmal pro Woche erschien. Sie gehörte zuletzt zum Zeitungskonzern Glacier Media. Leitender Redakteur war zuletzt Justin Beddall.

## Geschichte
Der Name der Zeitung North Shore leitet sich von der gleichnamigen Gebirgskette, den North Shore Mountains ab. Diese liegen am Nordufer (engl. north shore) des Fjordes Burrard Inlet. an dessen Ufern sich auch North- und West-Vancouver befinden.
Ursprünglich in Besitz von Black Press wurde The North Shore Outlook zum 31. Dezember 2013 an die Glacier Media im Rahmen eines Tauschgeschäftes verkauft. Die letzte Ausgabe erschien gerade einmal drei Monate später am 27. März 2014. Insgesamt waren drei Redaktionen tätig, die in Folge geschlossen wurden.